# SIAM SHADE IV・Zero
『SIAM SHADE IV・Zero』（シャムシェイド フォー・ゼロ）とは、日本のバンド、SIAM SHADEの3枚目のスタジオ・アルバムである。1998年1月21日に発売された。発売元はソニー・ミュージックレコーズ。
今作で、アルバム初のオリコンチャートトップ10入りを果たした。
初回限定盤のみピクチャーCD、カラートレイ仕様。

## 収録曲
| 全作詞・作曲: SIAM SHADE。 |                                                           |            |            |      |
| #                          | タイトル                                                  | 作詞       | 作曲・編曲 | 時間 |
| 1.                         | 「Dear…」(原曲詞：HIDEKI)                                 | SIAM SHADE | SIAM SHADE | 4:00 |
| 2.                         | 「No!Marionette」(原曲：JUNJI／作詞：HIDEKI)              | SIAM SHADE | SIAM SHADE | 2:56 |
| 3.                         | 「1/3の純情な感情」(作詞：HIDEKI)                         | SIAM SHADE | SIAM SHADE | 3:44 |
| 4.                         | 「Bloody Train」(原曲詞：DAITA)                           | SIAM SHADE | SIAM SHADE | 4:01 |
| 5.                         | 「Money is king?」(原曲：NATIN／作詞：HIDEKI)             | SIAM SHADE | SIAM SHADE | 4:09 |
| 6.                         | 「誰かの気持ちを考えたことがありますか?」(原曲詞：KAZUMA) | SIAM SHADE | SIAM SHADE | 6:40 |
| 7.                         | 「Virtuoso」(原曲：DAITA)                                 | SIAM SHADE | SIAM SHADE | 4:22 |
| 8.                         | 「if 〜ひとりごと〜」(原曲詞：HIDEKI)                     | SIAM SHADE | SIAM SHADE | 4:17 |
| 9.                         | 「Love Vampire」(原曲詞：KAZUMA)                          | SIAM SHADE | SIAM SHADE | 4:39 |
| 10.                        | 「PASSION」(原曲詞：HIDEKI)                               | SIAM SHADE | SIAM SHADE | 4:04 |
| 11.                        | 「Shout out」(原曲詞：DAITA)                              | SIAM SHADE | SIAM SHADE | 6:01 |
| 合計時間:                  | 合計時間:                                                 | 48:53      |            |      |

### 楽曲解説
1. Dear…
2007年9月26日発売のベスト・アルバム『SIAM SHADE XI COMPLETE BEST 〜HEART OF ROCK〜』の収録曲を決めるファン投票で1位を記録した。
2. No!Marionette
『SIAM SHADE XI COMPLETE BEST 〜HEART OF ROCK〜』のファン投票で26位を記録した。
3. 1/3の純情な感情
6枚目のシングルの表題曲。表記はないが、アルバム収録にあたって歌い直しがされている。
4. Bloody Train
全英語詞で書かれたバージョンが2000年に発売されたミニアルバム『SIAM SHADE VII』に収録されている。
5. Money is king?
6. 誰かの気持ちを考えたことがありますか?
『SIAM SHADE XI COMPLETE BEST 〜HEART OF ROCK〜』のファン投票で29位を記録した。
7. Virtuoso
インスト曲。
曲名は、「卓越した技巧を持つ演奏家」という意味を持つイタリア語の音楽用語である[3]。
「Bloody Train」と同じく『SIAM SHADE VII』（韓国版限定）に収録されている。
8. if 〜ひとりごと〜
2007年9月26日発売のベスト・アルバム『SIAM SHADE XI COMPLETE BEST 〜HEART OF ROCK〜』のファン投票で30位を記録した。
9. Love Vampire
10. PASSION
5枚目のシングルの表題曲。表記はないが、アルバム収録にあたって歌い直しがされている。
11. Shout out